# Croton serpyllifolius
Croton serpyllifolius är en törelväxtart som beskrevs av Henri Ernest Baillon. Croton serpyllifolius ingår i släktet Croton och familjen törelväxter. Inga underarter finns listade i Catalogue of Life.